# Пнюв (Підкарпатське воєводство)
Пнюв (пол. Pniów) — село в Польщі, у гміні Радомишль-над-Сяном Стальововольського повіту Підкарпатського воєводства.
Населення — 306 осіб (2011).
У 1975-1998 роках село належало до Тарнобжезького воєводства.

## Демографія
Демографічна структура станом на 31 березня 2011 року:
|          | Загалом | Допрацездатний вік | Працездатний вік | Постпрацездатний вік |
| -------- | ------- | ------------------ | ---------------- | -------------------- |
| Чоловіки | 150     | 26                 | 100              | 24                   |
| Жінки    | 156     | 31                 | 82               | 43                   |
| Разом    | 306     | 57                 | 182              | 67                   |